# What I Did for Love
What I Did for Love – trzeci singel francuskiego DJ-a i producenta muzycznego Davida Guetty z jego szóstego albumu studyjnego Listen. Wydany został 22 listopada 2014 roku. Gościnnie w utworze wystąpiła szkocka piosenkarka Emeli Sandé. W ramach promocji, w dniu premiery utworu Guetta oraz Sandé wystąpili w programie The X Factor.

## Lista utworów i formaty singla
Opracowano na podstawie materiału źródłowego.
- Digital download

1. "What I Did for Love" (gościnnie: Emeli Sandé) – 3:27

- Digital download — VINAI Remix

1. "What I Did for Love" (gościnnie: Emeli Sandé) (VINAI Remix) – 4:38

- Cyfrowy minialbum z remiksami

1. "What I Did for Love" (gościnnie: Emeli Sandé) (VINAI Remix) – 4:38
2. "What I Did for Love" (gościnnie: Emeli Sandé) (Morten Remix) – 5:05
3. "What I Did for Love" (gościnnie: Emeli Sandé) (Quentin Mosimann Remix) – 6:00
4. "What I Did for Love" (gościnnie: Emeli Sandé) (Teemid Remix) – 3:26
5. "What I Did for Love" (gościnnie: Emeli Sandé) (Pang! Remix) – 5:38
6. "What I Did for Love" (gościnnie: Emeli Sandé) (Extended) – 5:30

- Minialbum z remiksami

1. "What I Did for Love" (gościnnie: Emeli Sandé) (VINAI Remix) – 4:38
2. "What I Did for Love" (gościnnie: Emeli Sandé) (Morten Remix) – 5:05
3. "What I Did for Love" (gościnnie: Emeli Sandé) (Quentin Mosimann Remix) – 6:00
4. "What I Did for Love" (gościnnie: Emeli Sandé) (Teemid Remix) – 3:26
5. "What I Did for Love" (gościnnie: Emeli Sandé) (Pang! Remix) – 5:38
6. "What I Did for Love" (gościnnie: Emeli Sandé) (Extended) – 5:30
7. "What I Did for Love" (gościnnie: Emeli Sandé) (Radio Edit) – 3:27

- Płyta gramofonowa

1. "What I Did for Love" (gościnnie: Emeli Sandé) (VINAI Remix) – 4:37
2. "What I Did for Love" (gościnnie: Emeli Sandé) (Morten Remix) – 5:05
3. "What I Did for Love" (gościnnie: Emeli Sandé) (Extended) – 5:30
4. "What I Did for Love" (gościnnie: Emeli Sandé) (Quentin Mosimann Remix) – 6:00
5. "What I Did for Love" (gościnnie: Emeli Sandé) (Teemid Remix) – 3:26
6. "What I Did for Love" (gościnnie: Emeli Sandé) (Pang! Remix) – 5:38

## Twórcy
Opracowano na podstawie materiału źródłowego.

- David Guetta – producent, autor tekstu, instrumenty, programowanie, miksowanie, kompozytor
- Emeli Sandé – wokal prowadzący
- Giorgio Tuinfort – producent, autor tekstu, instrumenty, programowanie, kompozytor, fortepian
- Alicia Keys – autorka tekstu
- Jason Evigan – autor tekstu, kompozytor
- Sam Martin – instrumenty klawiszowe, autor tekstu, kompozytor
- Sean Douglas – instrumenty klawiszowe, autor tekstu, kompozytor
- Breyan Stanley Isaac – wokal wspierający, autor tekstu, kompozytor
- Candace Shields – wokal wspierający
- Jacob Luttrell – wokal wspierający
- Elisabeth Keseberg – wiolonczela
- Martina Styppa – wiolonczela
- Philipp Hagemann – wiolonczela
- Anne Eberlein – altówka
- Olga Hübner – altówka
- Raphael Grunau – altówka
- Jooni Hwang – pierwsze skrzypce
- Martin Rothe – pierwsze skrzypce
- Michael Strecker – pierwsze skrzypce, nagranie partii orkiestry
- Olia Krämer – pierwsze skrzypce
- Ralf Hübner – pierwsze skrzypce, koncertmistrz
- Gabriele Worsischek – drugie skrzypce
- Hannedore Rau – drugie skrzypce
- Julia Mangelsdorf – drugie skrzypce
- Stephan Knies – drugie skrzypce
- Jeroen de Rijk – tamburyno
- Fernando Yokota dos Santos – kontrabas
- Sam Wheat – inżynier dźwięku
- Sam Robinson – asystent inżyniera dźwięku
- Chris "Tek" O'Ryan – inżynier dźwięku, nagranie partii wokalnej
- Franck van der Heijden – dyrygent, aranżacja i nagranie partii orkiestry
- Ellen Von Unwerth – fotografia
- Youbold.fr – projekt oprawy graficznej

## Pozycje na listach i certyfikaty
| Francja           | Singles Top 100             | 30 |
| Irlandia          | Singles Top 100             | 12 |
| Niemcy            | Singles Top 100             | 16 |
| Wielka Brytania   | Singles Top 75              | 6  |
| Notowania (2015)  |                             |    |
| Australia         | Top 50 Singles              | 20 |
| Austria           | Singles Top 75              | 10 |
| Belgia (Flandria) | Ultratop 50                 | 24 |
| Belgia (Walonia)  | Ultratop 50                 | 35 |
| Hiszpania         | Singles Top 50              | 31 |
| Holandia          | Dutch Top 40                | 34 |
| Holandia          | Single Top 100              | 56 |
| Indonezja         | Top 50 Singles              | 4  |
| Izrael            | Radio Airplay Chart         | 1  |
| Liban             | Lebanese Top 20             | 16 |
| Stany Zjednoczone | Billboard Twitter Real-Time | 44 |
| Szkocja           | Singles Chart Top 100       | 4  |
| Szwajcaria        | Singles Top 75              | 37 |
| Szwecja           | Singles Top 60              | 58 |
| Węgry             | Dance Top 40                | 11 |
| Węgry             | Rádiós Top 40               | 4  |
| Węgry             | Single Top 40               | 12 |
| Wielka Brytania   | Dance Chart                 | 1  |

| Państwo         | Organizacja | Certyfikat |
| --------------- | ----------- | ---------- |
| Wielka Brytania | BPI         | Srebro     |
| Włochy          | FIMI        | Złoto      |

## Historia wydania
| Państwo         | Data              | Format           | Wytwórnia                                   | Źródło       |
| --------------- | ----------------- | ---------------- | ------------------------------------------- | ------------ |
| Niemcy          | 21 listopada 2014 | Digital download | What A Music Parlophone                     | [ 24 ]       |
| Wielka Brytania | 22 listopada 2014 | Digital download | What A Music Parlophone Warner Music France | [ 1 ]        |
| Remiksy         |                   |                  |                                             |              |
| Francja         | 2 lutego 2015     | Digital download | Parlophone Warner Music France              | [ 5 ]        |
| Wielka Brytania | 2 lutego 2015     | Digital download | What A Music Parlophone Warner Music France | [ 25 ]       |
| Niemcy          | 2 lutego 2015     | Digital download | What A Music Parlophone Warner Music France | [ 26 ]       |
| Niemcy          | 20 lutego 2015    | CD single        | Parlophone                                  | [ 6 ] [ 27 ] |
| Austria         | 20 lutego 2015    | CD single        | Parlophone                                  | [ 27 ]       |
| Szwajcaria      | 20 lutego 2015    | CD single        | Parlophone                                  | [ 27 ]       |
| Francja         | 23 marca 2015     | LP               | Parlophone                                  | [ 7 ]        |